# Melania Cruz
Melania Pérez Cruz, nascuda a Lugo el 25 de juliol de 1983, és una actriu gallega] de televisió, Cinema i teatre.
Va ser Premi da Cultura Galega, modalitat Arts Escèniques el 2022.

## Trajectòria
Va començar a fer teatre com aficionada al seu poble des de ben jove, i més tard va obtenir la llicenciatura en educació superior a l'Escola Superior d'Art Dramàtic de Galícia. El 2009 va iniciar la seva relació amb la companyia Escénate amb quatre espectacles. El 2010 va protagonitzar juntament amb Josito Porto l'obra Ai, Carmela! i el 2013 va participar en Los que no pudieron huir de 611 Teatro i més en una adaptació. de Inventarios de Philippe Minyana sota la direcció de Cristina Domínguez.
L'any 2012, juntament amb quatre companys, va fundar la companyia ilMaquinario Teatro
 estrenant el seu primer muntatge, O home almofada (dirigida per Tito Asorey) en què dona vida al protagonista, Katurian. En 2014 estrenaren Perplexo, espectacle que rep cinc Premis María Casares i pel qual està nominada al premi a la millor actriu protagonista.
El 2014 va participar en la pel·lícula gallega A esmorga, dirigida per Ignacio Vilar i en la qual va interpretar el paper de Raxada. El 2015 va treballar com a actriu secundària a les sèries Urxencia cero i Serramoura.
L'any 2016 va guanyar el premi María Casares a la millor actriu protagonista per la seva interpretació del personatge de Lucía a Xardín suspenso, d'Abel Neves, dirigida per Cándido Pazó al Centro Dramático Galego. El 2017 El 2018 va rebre el Premi Mestre Mateo a la millor actriu pel seu paper protagonista a Dhogs, sota la direcció d'Andrés Goteira, i el 2019 va guanyar un altre Mestre Mateo, aquest cop com a actriu secundària, pel seu treball a la pel·lícula Trote, òpera prima de Xacio Baño. El 2020 va ser guardonada amb el Premi Cinema Gallec FICBUEU.
Des de 2019 interpreta la comissària Manuela Fortes a la sèrie A estiba, de la Televisió de Galícia.
El 2019, juntament amb Tito Asorey, va fundar la companyia A quinta do quadrante, amb la qual van posar en escena l'escena O empapelado amarelo i van gravar els curts A farsa das zocas e As mulleres do porvir i la ficció radiofònica La lindona de Galicia. El 2022 Continente María, un espectacle de teatre contemporani per popularitzar la figura de María Casares.

### Llargmetratges
- A esmorga (Ignacio Vilar, 2014)
- Sicixia (Ignacio Vilar, 2016)
- Dhogs (Andrés Goteira, 2017)
- Trote (Xacio Baño, 2017)
- Arima (Jaione Camborda, 2019)
- María Solinha (Ignacio Vilar, 2020)
- Ons (Alfonso Zarauza, 2020)
- Qué hicimos mal (Liliana Torres, 2020)
- El cuarto de Mona (Darío Autrán, 2021)
- Malencolía (Alfonso Zarauza, 2021)

### Televisió
- Viradeira (TVG, com Maca)
- Fontealba (TVG, com Marisa)
- Serramoura (TVG, T3 e T4 com Micaela Morais)
- Urxencia cero (TVG, com Marta)
- Contou Rosalía (TVG, com Rosalía)
- A estiba (TVG, com Manuela Fortes)
- Operación Marea Negra (Amazon Prime, com Sargento Freitas)
- La unidad (Movistar+, com Psicóloga)

### Curtmetratges
- Nido (Alejandro Rodríguez, 2021)
- As mulleres do porvir (Tito Asorey, 2020)
- A farsa das zocas (Tito Asorey, 2020)
- Arrolo (Lucía Estévez, 2019)
- Albedrío (J.S. Raimundi i Álex Vázquez, 2017)
- Papá llevaba peluca (Chema Montero, 2016)
- Ao terceiro día (Vicente Pedreira, 2015)
- El coche rojo (Karla Taveras, 2015)
- Desde dentro (Samuel Lema, 2015)
- La falta (Francisco González, 2012)
- Una mala noche (Fernando Rivero, 2011)

### Teatre
- Continente María (Tito Asorey, 2022)
- Fariña (Tito Asorey, 2021)
- A lindona de Galicia (Tito Asorey, 2021)
- Medida por Medida (Quico Cadaval, 2019)
- O empapelado amarelo (Tito Asorey, 2019)
- O Tolleito de Inishmaan (Cándido Pazó, 2017)
- X Premio de Teatro Radiofónico do Diario Cultural (Marta Pazos, 2017)
- Resaca (Tito Asorey, 2017)
- IX Premio de Teatro Radiofónico do Diario Cultural (Tito Asorey, 2016)
- Xardín Suspenso (Cándido Pazó, 2015)
- Perplexo (Tito Asorey, 2014)
- Inventarios (Cristina Domínguez, 2013)
- Los que no pudieron huír (Javier Hernández- Simón, 2013)
- O home almofada (Tito Asorey, 2012)
- A fala das pedras (Ana Carril, 2012)
- Xeración Nós (Ana Carril, 2011)
- Ai, Carmela! (Tito Asorey, 2010)
- Lugo. Ciudad 10 (Ana Carril, 2010)
- Lugo de Alma Romana (Ana Carril, 2009)

## Premis i nominacions

### Premis Mestre Mateo
| Any  | Categoria                  | pel·lícula     | Resultat   |
| ---- | -------------------------- | -------------- | ---------- |
| 2018 | Millor actriu protagonista | Dhogs          | Guanyadora |
| 2019 | Millor actriu protagonista | Contou Rosalía | Nominada   |
| 2019 | Millor actriu secundària   | Trote          | Guanyadora |
| 2021 | Millor actriu protagonista | Ons            | Guanyadora |
| 2022 | Millor actriu protagonista | Malencolía     | Nominada   |

### Premis María Casares
| Any  | Categoria                  | Treball              | Resultat   |
| ---- | -------------------------- | -------------------- | ---------- |
| 2016 | Millor actriu protagonista | Xardín suspenso      | Guanyadora |
| 2015 | Millor actriu protagonista | Perplexo             | Nominada   |
| 2017 | Millor actriu protagonista | Resaca               | Nominada   |
| 2021 | Millor text original       | O empapelado amarelo | Nominada   |

Premis FICBUEU
| Any  | Categoria           | Festival |
| ---- | ------------------- | -------- |
| 2020 | Premi Cinema Galego | FICBUEU  |